# سازمان حراست کل کشور
سازمان حراست کل کشور از سازمان‌های وابسته به وزارت اطلاعات جمهوری اسلامی ایران و زیر نظر مستقیم وزیر اطلاعات است و وظایف آن شامل انجام امور مربوط به حفاظت پرسنل در کلیه وزارت‌خانه‌ها، موسسات و شرکت‌های دولتی، نهادهای انقلاب اسلامی، شهرداری‌ها، بانک‌ها و کلیه سازمان‌هایی که شمول حکم بر آن‌ها مستلزم ذکر نام است می‌باشد.

## تاریخچه
در دوران پهلوی دفاتری به نام حفاظت توسط ساواک در سازمان‌ها و ادارات دولتی تأسیس شد که وظیفه حفاظت از اسناد و پرسنل ارگان‌های دولتی متبوع را بر عهده داشتند. با انحلال ساواک و تأسیس وزارت اطلاعات در سال ۱۳۶۲ تا مدت‌ها در مجمع تشخیص مصلحت نظام جلسات متعددی با موضوع تمرکز اطلاعات تشکیل شد تا اینکه در ۱۲ اردیبهشت ۱۳۶۸ قانون تمرکز اطلاعات توسط مجمع تشخیص مصلحت نظام تصویب شد که طبق آن تمامی نهادهای اطلاعاتی جمهوری اسلامی ایران باید از خط مشی وزارت اطلاعات تبعیت کنند و با این وزارتخانه هماهنگ باشند. در ادامه بحث پیرامون موضوع تمرکز اطلاعات در جلسه ۱۲ مرداد ۱۳۶۸ مجمع تشخیص مصلحت نظام ماده واحده ای را در رابطه با حراست‌ها به تصویب رساند که به موجب آن وزارت اطلاعات دفاتری را جهت انجام امور مربوط به حفاظت پرسنل در کلیه وزارتخانه‌ها، مؤسسات و شرکت‌های دولتی وابسته به دولت، نهادهای انقلاب اسلامی، شهرداری‌ها، بانک‌ها و کلیه سازمان‌هایی که شمول حکم بر مستلزم ذکر نام است، ایجاد می‌نماید و مراکز مذکور موظفند امکانات لازم را در این رابطه در اختیار وزارت اطلاعات قرار دهند.
براساس تبصره ۱ ماده واحده، مسئول حفاظت پرسنل ارگان‌های مذکور در پوشش معاون حراست هر ارگان با تأیید وزارت اطلاعات (سازمان حراست کل کشور) منصوب می‌شود.

## وظایف
به موجب تبصره ۲ ماده واحده مصوبه مجمع تشخیص مصلحت نظام، آیین‌نامه اجرایی و شرح وظایف دفاتر حراست توسط سازمان اداری و امور اداری استخدامی کشور تصویب می‌شود. در اجرای تبصره ۲ قانون مذکور، آیین‌نامه اجرایی قانون مزبور و شرح وظایف واحدهای حفاظت پرسنل در دستگاه‌های اجرایی توسط سازمان امور اداری و استخدامی کشور در ۲۲ دی ۱۳۷۰ تصویب شد و به شماره د/۳/س/۱۷۹۵–۲۲/۱۰/۷۰ به وزارت اطلاعات ابلاغ گردید. وظایف حراست‌ها طبق آیین‌نامه اجرایی مصوب سازمان اداری و استخدامی کشور به شرح زیر است:
1. آگاهی دادن به موقع از نفوذ و توطئه احتمالی عوامل بیگانه و ضدانقلاب داخلی و خارجی به مسئولان ذی‌ربط
2. ارائه خدمات اطلاعاتی در زمینه عوامل ایجاد نارضایتی مردم و کارکنان دستگاه به بالاترین مقام دستگاه
3. تشکیل پرونده حفاظت پرسنل و ایجاد بایگانی محرمانه مربوط
4. ارائه خدمات آموزشی و توجیه پرسنل در راستای حفاظت پرسنلی
5. ایجاد هماهنگی و نظارت بر فعالیت حفاظت پرسنل واحدهای تابعه.[۱۲]

## رؤسای سازمان
| رؤسای سازمان حراست کل کشور | رؤسای سازمان حراست کل کشور | رؤسای سازمان حراست کل کشور | رؤسای سازمان حراست کل کشور | رؤسای سازمان حراست کل کشور | رؤسای سازمان حراست کل کشور |
| ر.                         | رئیس                       | آغاز تصدی                  | پایان تصدی                 | وزیر اطلاعات               | منبع                       |
| -------------------------- | -------------------------- | -------------------------- | -------------------------- | -------------------------- | -------------------------- |
| ۱                          | درویش‌علی شمس               | نامشخص                     | نامشخص                     | حیدر مصلحی                 | [ ۱۳ ]                     |
| ۲                          | اصغر زارعی                 | نامشخص                     | ۱۳۹۲                       | حیدر مصلحی                 | [ ۱۴ ]                     |
| ۳                          | مهدی اخوان                 | ۱۳۹۲                       | نامشخص                     | سید محمود علوی             | [ ۱۵ ]                     |
| ۴                          | هادی خانی                  | نامشخص                     | نامشخص                     | سید محمود علوی             | [ ۱۶ ]                     |
| ۵                          | سید حسین حجتی              | ۲۹ شهریور ۱۴۰۰             | نامشخص                     | سید اسماعیل خطیب           | [ ۱۷ ] [ ۱۸ ] [ ۱۹ ]       |
| ۶                          | حسین صباغ                  | نامشخص                     | در حال تصدی                | سید اسماعیل خطیب           | [ ۲۰ ]                     |

## سرکوب اعتراضات

### خیزش ۱۴۰۱
به گفته سید حسین حجتی، رئیس سازمان حراست کل کشور و معاون وقت وزیر اطلاعات، از ۳۰ هزار نفر از کارمندان سازمان حراست کل کشور در کنار دیگر نیروها برای مقابله اعتراضات استفاده شد.

## یادداشت‌
1. ↑  با هادی خانی، معاون وزیر اقتصاد و رئیس مرکز ملی اطلاعات مالی اشتباه نشود